# Municipio de South Valley
El municipio de South Valley (en inglés: South Valley Township) es un municipio ubicado en el condado de Rolette en el estado estadounidense de Dakota del Norte. En el año 2010 tenía una población de 31 habitantes y una densidad poblacional de 0,33 personas por km².

## Geografía
El municipio de South Valley se encuentra ubicado en las coordenadas 48°35′24″N 100°4′43″O / 48.59000, -100.07861. Según la Oficina del Censo de los Estados Unidos, el municipio tiene una superficie total de 93.14 km², de la cual 93,1 km² corresponden a tierra firme y (0,04 %) 0,04 km² es agua.

## Demografía
Según el censo de 2010, había 31 personas residiendo en el municipio de South Valley. La densidad de población era de 0,33 hab./km². De los 31 habitantes, el municipio de South Valley estaba compuesto por el 93,55 % blancos, el 6,45 % eran amerindios. Del total de la población el 0 % eran hispanos o latinos de cualquier raza.